# Edward Wood, 1. Earl of Halifax

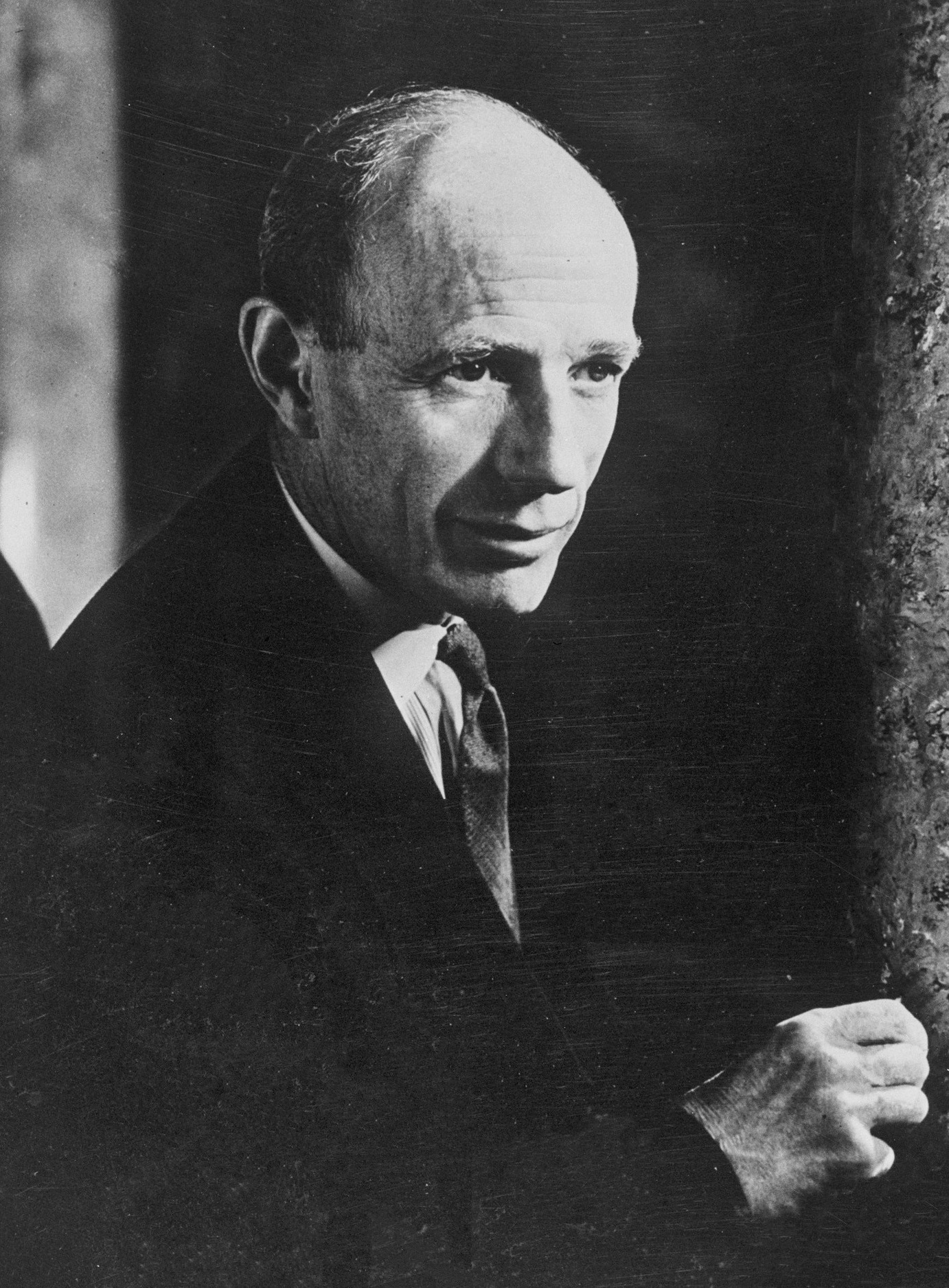
Edward Wood, 1. Earl of Halifax (1947)

Edward Frederick Lindley Wood, 1. Earl of Halifax KG, OM, GCSI, GCMG, GCIE, PC (* 16. April 1881 in Powderham Castle, Devon, England; † 23. Dezember 1959 in Garrowby Hall, Yorkshire, England), zwischen 1925 und 1934 auch bekannt als Lord Irwin und von 1934 bis 1944 als Viscount Halifax, war ein britischer Politiker der Konservativen Partei. Er bekleidete seit 1922 verschiedene Ministerämter, war von 1926 bis 1931 Vizekönig von Indien. In den 1930er Jahren wurde er zu einem der entschiedenen Verfechter der Appeasement-Politik gegenüber dem NS-Staat Deutschland, für die er ab 1938 als Außenminister verantwortlich war. Sein innerparteilicher Rivale Winston Churchill schob ihn Ende 1940 für die Dauer des Zweiten Weltkriegs auf den Botschafterposten nach Washington ab.

## Leben

### Herkunft und frühe Karriere
Edward Wood war der vierte Sohn des Charles Wood, 2. Viscount Halifax, aus dessen Ehe mit Lady Agnes Courtenay, Tochter des William Courtenay, 11. Earl of Devon. Seine drei älteren Brüder starben, bevor sie das Erwachsenenalter erreichten, so dass er ab 1899 der Heir apparent seines Vaters war. Wood selbst wurde mit einem verkrüppelten linken Arm ohne Hand geboren. Dank einer Prothese, die er sehr geschickt zu benutzen lernte, hatte diese Behinderung keinen Einfluss auf seine Fähigkeit, zu reiten, zu jagen oder zu schießen. Winston Churchill verlieh ihm später den Spitznamen „Holy Fox“ („Heiliger Fuchs“), eine Anspielung auf seinen Namen, seine Jagdleidenschaft und seine Religiosität, da Wood wie sein Vater ein gläubiger Anglo-Katholik war.
Am Eton College und am Christ Church College der Universität Oxford ausgebildet, gehörte Wood von 1910 bis 1925 als Abgeordneter des Wahlkreises Ripon dem House of Commons an. Als Offizier der Queen's Own Yorkshire Dragoon Yeomanry kämpfte er trotz seiner Behinderung im Ersten Weltkrieg, wurde mentioned in despatches und stieg 1915 in den Rang eines Lieutenant-Colonel auf. Ab 1917 übernahm er eine Schreibtischtätigkeit als Assistant Secretary des Minister of National Service. 1918 schrieb er zusammen mit George Ambrose Lloyd, dem späteren Baron Lloyd, das Buch The Great Opportunity („Die große Gelegenheit“). Er verfocht darin das Programm einer reformierten Konservativen Partei für die Zeit nach der von dem Liberalen David Lloyd George geführten Kriegskoalition.
Die Koalitionsregierung plante zwar, Wood zum Generalgouverneur in Südafrika zu ernennen, aber die führenden Politiker des Dominions lehnten ihn ab, da sie sich einen Minister im Kabinettsrang oder ein Mitglied der Königlichen Familie wünschten. Zugleich rügte Winston Churchill, damals noch Mitglied der Liberalen und ein Freund Lloyd Georges, Wood wegen seiner Ambitionen auf den Posten eines Staatssekretärs für die Kolonien. Der verstimmte Wood votierte daher beim Carlton-Club-Treffen im Oktober 1922 für den Sturz des Kabinetts Lloyd George und wurde 1922 Bildungsminister im Kabinett des Konservativen Andrew Bonar Law. Obwohl er an diesem Posten nicht interessiert war, behielt er ihn bis 1924. Seit 1922 war er auch Mitglied des Privy Council. Von 1924 bekleidete er bis 1925 mit ebenso wenig Engagement das Amt des Agrarministers im konservativen Kabinett Stanley Baldwin. Seine Karriere schien an einem Tiefpunkt angekommen.

### Vizekönig von Indien
Im Oktober 1925 wurde ihm das Amt des Vizekönigs von Indien als Nachfolger von Rufus Isaacs, 1. Marquess of Reading, vorgeschlagen. König Georg V. hatte ihn für dieses Amt vorgeschlagen, wohl wegen seines familiären Hintergrundes (sein Großvater war Indienminister) und seiner aristokratischen Herkunft. Nach einigem Zögern nahm er an. Ihm wurde dazu am 22. Dezember 1925 die erbliche Peerwürde eines Baron Irwin, of Kirby Underdale in the County of York, verliehen, weshalb er fortan als Lord Irwin bekannt war. Er erhielt dadurch einen Sitz im House of Lords und schied aus dem House of Commons aus. Er reiste am 17. März 1926 nach Indien ab und kam am 1. April 1926 in Bombay an. Er trat das Amt des Vizekönigs mit der Hoffnung an, die britisch-indischen Beziehungen zu verbessern und die Spannungen zwischen den verschiedenen Religionsgruppen im Lande zu beruhigen. Als tief religiöser Mensch schien er die richtige Wahl, um mit Mahatma Gandhi umzugehen. In den ersten 19 Monaten nach seiner Berufung ignorierte er Gandhi jedoch. Als Vizekönig von Indien wurde er 1926 auch Knight Grand Commander und Großmeister des Order of the Star of India und des Order of the Indian Empire.
Seine Regierungszeit war durch eine Periode großer politischer Unruhe gekennzeichnet. Der Ausschluss von Indern aus der Simon-Kommission, die die Reife des Landes für die Selbstregierung zu prüfen hatte, provozierte ernste Gewalt und so war Wood zu Konzessionen gezwungen, die in London als zu weitgehend und in Indien als halbherzig empfunden wurden. Während seiner Regierungszeit musste er mit verschiedenen Ereignissen fertigwerden, zum Beispiel mit dem Protest gegen den Bericht der Simon-Kommission, dem Nehru-Bericht, der Allparteienkonferenz, den 14 Punkten des Leiters der Muslimliga Mohammed Ali Jinnah, der vom Indischen Nationalkongress geleiteten zweiten Kampagne Zivilen Ungehorsams unter der Führung von Mahatma Gandhi und den Konferenzen am Runden Tisch zur Zukunft Britisch-Indiens.
Als Strategie ließ Wood alle Leiter des Kongresses inhaftieren und eröffnete daraufhin die Verhandlungen mit Gandhi. Die Kritik an Wood war nicht eben fair, aber er hatte einen Fehler gemacht, dessen Konsequenzen ernst waren, und die Unruhe wuchs. Wood versuchte, mit den indischen Politikern zu einem Modus Vivendi zu kommen; dies gipfelte in seinem Eintreten für den Status eines Dominions. London verweigerte jedwede Konzessionen.
Mit wenig Manövrierraum flüchtete Wood in Repression; seine Notstandsbefugnisse zur Verhaftung Gandhis nutzend, verbot er öffentliche Veranstaltungen und unterdrückte die rebellierende Opposition. Gandhis Verhaftung verschlechterte die Lage weiter. Letztlich entschied sich Wood (durch die Unterschrift unter den Delhi-Pakt) im Januar 1931 zu Verhandlungen, bei denen alle Interessen bei der Konferenz am Runden Tisch repräsentiert waren, um den zivilen Ungehorsam und den Boykott britischer Güter zu beenden. Die zwei Wochen dauernden Diskussionen gipfelten in einem Vertrag, der als Gandhi-Irwin-Pakt bezeichnet wurde, nach dem die Kampagne des Zivilen Ungehorsams ausgesetzt wurde.
Der Vertrag zwischen Gandhi und Wood wurde am 5. März 1931 unterzeichnet. Entscheidende Punkte waren:
- Der Kongress setzt die Bewegung des Zivilen Ungehorsams nicht mehr fort.
- Der Kongress nimmt an der Konferenz des Runden Tischs teil.
- Die Regierung zieht alle Befehle zur Zügelung des Kongresses zurück.
- Die Regierung beendet alle Strafverfolgungen wegen Delikten ohne Gewaltanwendung.
- Die Regierung lässt alle Personen frei, die zu Haftstrafen im Zusammenhang mit ihrer Beteiligung an der Kampagne für Zivilen Ungehorsam verurteilt wurden.

Es wurde ferner anerkannt, dass Gandhi an der zweiten Konferenz des Runden Tischs als einziger Repräsentant des Kongresses teilnahm.
Lord Irwin zollte am 20. März 1931 (bei einem Dinner, das die regierenden Prinzen gaben) Gandhis Ehrlichkeit, Aufrichtigkeit und Patriotismus Respekt. Einen Monat nach dem Gandhi-Irwin-Pakt trat er zurück und verließ Indien. Bei Lord Irwins Rückkehr nach England im April 1931 war die Situation ruhig, aber binnen eines Jahres kollabierte die Konferenz und Gandhi wurde wieder verhaftet. In England wurde Lord Irwin 1931 als Knight Companion in den Hosenbandorden aufgenommen.

### Vertreter der Appeasement-Politik
1931 lehnte Wood das ihm angebotene Amt des Außenministers ab, um einige Zeit zu Hause zu verbringen, aber unerklärlicherweise folgte dem 1932 sein Wiederaufstieg zum Bildungsminister im Kabinett des Vorsitzenden der Labour Party Ramsay MacDonald, ein Amt, das er belebte durch seine fortgesetzte Rolle (jetzt im Hintergrund) in indischer Politik und Gesetzgebung, die Erlangung des Amts des Master of the Middleton Hunt im gleichen Jahr und seine Wahl zum Kanzler der Universität Oxford 1933.
1934 erbte er beim Tod seines Vaters dessen Adelstitel als 3. Viscount Halifax und 5. Baronet, of Barnsley. In der Folgezeit gehörte er dem Kabinett in verschiedenen Ämtern an: Fünf Monate 1935 Kriegsminister, von 1935 bis 1937 Lordsiegelbewahrer – gleichzeitig fungierte er als Präsident des Oberhauses – von 1937 bis 1938 Lord President of the Council (dem protokollarisch vierthöchsten Amt unterhalb der Monarchie) im Kabinett Baldwin und nach 1937 im Kabinett Chamberlain. 1937 wurde er zudem als Knight Grand Cross des Order of St Michael and St George ausgezeichnet.
Die Berufung von Anthony Eden als Außenminister 1935 schien anfangs gut zu Halifax’ Ansichten über die zukünftige Richtung der britischen Außenpolitik zu passen, in die er sich zunehmend mit Ratschlägen einmischte. Die beiden befanden sich in bestem Einvernehmen (auch mit der vorherrschenden öffentlichen Meinung in Großbritannien), dass die deutsche Remilitarisierung des Rheinlands im März 1936 – „ihrem eigenen Hinterhof“ – keine ernste Bedrohung darstelle und insoweit begrüßt werde, als es Deutschlands scheinbaren Fortschritt in Richtung Normalität nach der Trübsal infolge des Versailler Friedensvertrags darstelle. Dennoch benutzte Chamberlain, nachdem er 1937 Baldwin als neuer Premierminister folgte, zunehmend verdeckte Kanäle inklusive Halifax selbst, um diplomatisch tätig zu werden.
Halifax’ Freund Henry „Chips“ Channon berichtete später von Halifax’ erstem Besuch in Nazi-Deutschland 1936: „Er erzählte mir, dass er all die Nazi-Führer, selbst Goebbels, mochte, und er war sehr beeindruckt, interessiert und amüsiert durch den Besuch. Er denkt, das Regime ist absolut fantastisch.“ In seinem Tagebuch notierte Halifax, dass er Hitler gesagt habe: „Obwohl es viel am Nazi-System gab, das die britische Meinung tief verletzte, war ich nicht blind, was er (Hitler) für Deutschland getan hatte und was er von diesem Standpunkt aus mit dem Hinausfegen des Kommunismus aus seinem Land erreicht hatte.“

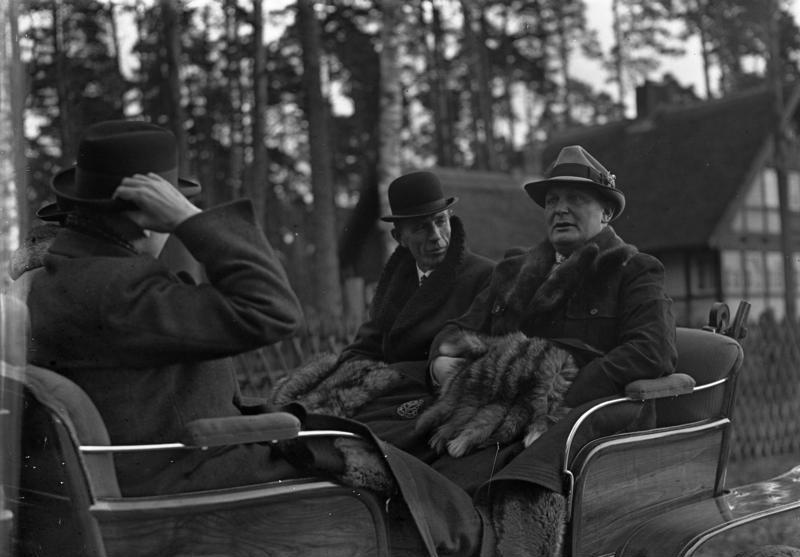
Fahrt mit Göring durch die Schorfheide

Auf Einladung von Hermann Göring kam Halifax im November 1937 nach Deutschland. Der Vorwand war eine Jagdausstellung, aber Halifax waren strikte Instruktionen des Foreign Office mitgegeben worden, falls es zu einem Treffen mit Adolf Hitler kommen sollte. Einigen Augenzeugen zufolge soll Halifax beinahe einen internationalen Zwischenfall bewirkt haben, als er dem Diktator seinen Mantel übergab in der Annahme, es handele sich um einen Diener. Hitler beurteilte seinen Besucher später in seinen „Dialogen im Führerhauptquartier“ als „einen Heuchler schlimmster Art und verlogen“. Bei den folgenden Diskussionen missachtete Halifax Edens Direktive, den Deutschen Warnungen bei Schritten gegenüber Österreich und der Tschechoslowakei zukommen zu lassen. Er deutete im Gegenteil an, Großbritannien würde einer Klärung der deutschen Gebietsforderungen, auch in Bezug auf Danzig, nicht im Wege stehen, sofern diese auf friedlichem Wege erreicht würden. Er war außerdem gezwungen, Hitlers haarsträubenden Ratschlägen bezüglich des Umgangs mit den Problemen in Indien („Erschießen Sie Gandhi“) freundlich zuzuhören. Die Treffen waren generell unangenehm. Von Göring, einem passionierten Jäger, der sich selbst zum „Reichsjägermeister“ befördert hatte, erhielt er den Spitznamen „Halalifax“ in Anspielung auf das Halali der Jäger.

### Scheitern als Außenminister
Halifax und Chamberlain gehörten beide der sogenannten Cliveden-Clique an, benannt nach dem Landsitz von Lady Astor, wo man sich traf und die Appeasement-Politik gegenüber Hitler-Deutschland und Mussolinis Italien abstimmte. Außenminister Anthony Eden zeigte sich zunehmend verärgert von der Beharrlichkeit, mit der Chamberlain sich in sein Ressort einmischte und – unterstützt von Halifax – das Appeasement insbesondere gegenüber Benito Mussolini weiterverfolgte. Eden, der in Mussolini einen unglaubwürdigen Gangster sah, trat daher am 20. Februar 1938 von seinem Amt zurück. Halifax wurde sein Nachfolger. Drei Wochen später kam es zum Anschluss Österreichs an Nazi-Deutschland. Die Tschechoslowakei, bis dahin durch ihre Festungsanlagen im Sudetenland entlang der gemeinsamen Grenze relativ gut gegen einen Angriff durch das Deutsche Reich geschützt, sah sich nun ernsthaft bedroht. Denn über Österreich ließ sich der Festungsgürtel leicht umgehen.
Halifax’ Umgang mit der Krise trug ihm große Kritik ein. Die britische Außenpolitik ging davon aus, dass europäische Diktatoren generell ehrenhaft, vernünftig und einem allgemeinen Krieg auf dem Kontinent abgeneigt seien. Alle drei Hypothesen stellten sich als falsch heraus. Das nächste Resultat dieser ernsten Fehleinschätzung war der Untergang der Tschechoslowakei, ihres Militärs und ihrer (Rüstungs-)Industrie, die sich Nazi-Deutschland einverleiben konnte, ohne dass ein Schuss fiel. Nach dem Münchner Abkommen, in dem die Tschechoslowakei zunächst das Sudetenland abtreten musste, hatte Präsident Edvard Beneš protestiert, dass er vor vollendete Tatsachen gestellt worden sei, ohne überhaupt zur Münchner Konferenz eingeladen worden zu sein. Chamberlain hatte ihm darauf geantwortet, dass Großbritannien wegen des Sudetenlandes keinen Krieg beginnen werde. Halifax hatte ernste Zweifel, ob dies nicht zu einer kompletten Zerschlagung der Tschechoslowakei führen werde, die dann im März 1939 tatsächlich erfolgte. Aus der berechtigten Sorge, das britische Militär sei für einen Krieg mit Deutschland nicht gerüstet, unternahm er jedoch keinerlei Anstrengungen, die britische Außenpolitik zu ändern. Er ließ es zu, dass Chamberlain ihn bei den fruchtlosen Konferenzen in Berchtesgaden, Godesberg und München ins Abseits stellte und ohne ihn daran teilnahm.
Weitere Misserfolge verschlechterten die Lage zusätzlich: Am 7. April 1939 erfolgte die italienische Besetzung Albaniens, im selben Monat kündigte Hitler das im Juni 1935 geschlossene deutsch-britische Flottenabkommen, und am 22. Mai 1939 schlossen Italien und Deutschland den Stahlpakt, in dem sich beide Mächte im Kriegsfall zu uneingeschränkter Unterstützung verpflichteten. Auch dem Hitler-Stalin-Pakt, der unmittelbar zum Zweiten Weltkrieg führte, gingen Fehleinschätzungen der Westmächte Großbritannien und Frankreich voraus. Deren Politik war seit Anfang der 1920er Jahre darauf gerichtet, die Sowjetunion von der Regelung mitteleuropäischer Streitfragen auszuschalten. Daher hatten sie die Bemühungen Stalins, eine gemeinsame Front gegen das Dritte Reich zustande zu bringen, lange Zeit ignoriert. Zwar schlossen sie Ende Juli 1939 ein provisorisches Abkommen mit der Sowjetunion, aber die Bemühungen über ein ergänzendes Militärabkommen blieben erfolglos. Dass Moskau gleichzeitig intensiv mit Berlin verhandelt hatte, bemerkte Halifax erst, als es zu spät war. So musste er am 1. September 1939 erleben, wie mit dem deutschen Überfall auf Polen die internationalen Strukturen zerfielen, um deren Erhalt er sich bemüht hatte. Zuvor hatte Hitler noch eine umfassende Regelung der deutsch-britischen Beziehungen in Aussicht gestellt für den Fall, dass Großbritannien Hitler freie Hand gegenüber Polen lassen würde. Gleichzeitig hatte Hitler jedoch bereits den Angriffsbefehl auf Polen gegeben.
Chamberlains umstrittene Politik während der Friedenszeit und seine erfolglose Kriegführung bis zum Frühjahr 1940 zwangen ihn am 9. Mai zum Rücktritt. Halifax galt als relativ populärer Kandidat für seine Nachfolge, aber er erklärte noch am selben Tag, dass er als Premier nicht in Betracht komme, da er als Mitglied des Oberhauses nicht die Regierung während eines Krieges führen könne. Schwerer noch fiel ins Gewicht, dass er für die Labour Party nicht akzeptabel war, die angesichts der desolaten Kriegslage zum Eintritt in eine Allparteienregierung der Nationalen Koalition bewegt werden sollte. Die Labour-Führung bestand auf Winston Churchill als Regierungschef, da er dem Appeasement schon früh und vehement widersprochen hatte und als kompromissloser Gegner Hitlers galt. So trat Churchill am 10. Mai 1940 sein Amt an. Wenngleich Konservativer, hatte der neue Premier kaum Rückhalt in der eigenen Parlamentsfraktion. Diese stand weiterhin mehrheitlich hinter Chamberlain und Halifax. Daher behielt Churchill beide in der Regierung, Chamberlain als Lordpräsident.
Die gegensätzlichen politischen Einschätzungen waren damit jedoch nicht ausgeräumt. Als sich Ende Mai 1940, nach dem raschen Vormarsch der deutschen Wehrmacht im Westfeldzug, der Zusammenbruch der Niederlande, Belgiens und Frankreichs abzeichnete, brachte Halifax die Möglichkeit eines Verständigungsfriedens mit Nazi-Deutschland ins Spiel. Er glaubte, durch die Vermittlung Mussolinis sei eine Einigung mit Hitler möglich, die diesem zwar die Herrschaft über Westeuropa, dem Empire aber seine Unabhängigkeit und Unversehrtheit lassen würde. Eine entsprechende Anfrage bei Mussolini solle noch vor der drohenden Vernichtung der britischen Expeditionsstreitkräfte erfolgen, die in der Schlacht von Dünkirchen eingekesselt waren, um bei Verhandlungen noch über ein Faustpfand zu verfügen. Churchill dagegen hielt schon die Andeutung von Verhandlungsbereitschaft gegenüber Hitler für einen großen Fehler, da dies die Schwäche der eigenen Position offensichtlich machen und eine deutsche Invasion Großbritanniens geradezu herausfordern müsse. Er forderte, möglichst große Truppenteile aus Dünkirchen zu evakuieren und zur Not auch ohne Frankreich weiterzukämpfen. Dass Churchill sich mit seiner kompromisslosen Haltung schließlich gegen Halifax durchsetzte, bewertet der Historiker John Lukacs als entscheidende Wende im Zweiten Weltkrieg. Hitler sei einem Sieg nie wieder so nahegekommen wie Ende Mai 1940.
Die gelungene Evakuierung der Truppen aus Dünkirchen und die erfolgreiche Verteidigung Großbritanniens in der Luftschlacht um England bewirkten in der Öffentlichkeit und im Parlament den endgültigen Meinungsumschwung zugunsten Churchills und seiner Position. Halifax selbst begründete im August 1940 in einer Unterhausrede die Ablehnung eines vagen Friedensangebots von Seiten Hitlers. Als Außenpolitiker ohnehin gescheitert, wurde Halifax nun auch nicht mehr gebraucht, um die konservative Parlamentsfraktion auf Churchills Seite zu halten.
Der Labour-Abgeordnete Aneurin Bevan sagte in einer Unterhaussitzung am 5. November 1940: “The Foreign Office has had a long series of uninterrupted disasters for 10 years. It is the worst Department in the Government, and that is saying a great deal because some of them are pretty bad.” – „Das Außenamt blickt auf eine Serie ununterbrochener Katastrophen in den letzten 10 Jahren zurück. Es ist das schlechteste aller Ministerien dieser Regierung, und das will etwas heißen, weil etliche davon ziemlich schlecht sind.“ Halifax wurde am 22. Dezember 1940 als Außenminister durch seinen Vorgänger Anthony Eden ersetzt.

### Halifax und der deutsche Widerstand
In seiner Halifax-Biographie geht Andrew Roberts auf den späten Politikwechsel des Außenministers ein. Das Ringen um Frieden, so greifbar in Halifax’ Diplomatie bei Ausbruch des Krieges, sei durch Hitlers Abenteurertum so tief enttäuscht worden, dass er gegenüber späteren Friedensangeboten weitgehend immun gewesen sei. Zum Beweis führt Roberts an, dass Halifax auch die Initiativen ablehnte, die von Papst Pius XII., den niederländischen und belgischen Monarchen und nicht zuletzt vom US-amerikanischen Präsidenten Franklin D. Roosevelt ausgingen: Er war der Überzeugung, dass die Unterstützung Hitlers durch die Deutschen bei Kriegsbeginn zu überwältigend war und dass ohne die vollständige Diskreditierung des Diktators jede Friedensregelung wertlos sei.
Andere Historiker weisen dagegen darauf hin, dass das Foreign Office dem deutschen Widerstand vom Herbst 1939 bis 1943 über den Vatikan Angebote unterbreiten ließ, die eine territoriale Vergrößerung Deutschlands über die Grenzen von 1938 hinaus einschlossen: Die Konservativen im deutschen Widerstand um Carl Friedrich Goerdeler, Generaloberst Ludwig Beck, Admiral Wilhelm Canaris, Johannes Popitz, von Hassel und Adam von Trott zu Solz suchten – wie schon die demokratischen Politiker der Weimarer Republik – eine Revision des Versailler Vertrages und die Wiederaufnahme des Deutschen Reiches in das Konzert der europäischen Mächte. Dazu gehörten nach ihrer Vorstellung die Wiederherstellung der deutschen Ostgrenzen von 1914 inklusive der Beseitigung des polnischen Korridors, die Eingliederung Österreichs, Südtirols und des Sudetenlandes, eine deutsche Hegemonie auf dem Balkan und Anteil am europäischen Kolonialbesitz. Bei einem Treffen am 8. Januar 1940 mit Lonsdale Bryans, dem Kontaktmann für Ulrich von Hassell, dem außenpolitischen Experten des konservativen deutschen Widerstands, wird Halifax zitiert mit den Worten, dass „er ‚persönlich’ dagegen sei, wenn die Alliierten aus einer Revolution in Deutschland durch Angriff auf den Westwall Vorteile ziehen wollten…“, falls dies ein Regime an die Macht brächte, das zu Verhandlungen bereit sei.
Diese Linie gegenüber dem deutschen Widerstand wiederholte sich bei den Sondierungsbemühungen von Papst Pius XII. am 28. Juni 1940 hinsichtlich der Bedingungen für eine Friedensvermittlung, die Halifax am 22. Juli 1940 ziemlich brüsk nur für den Fall einer verhandlungsfähigen (deutschen) Regierung zurückwies. Im Juli 1940 initiierte Halifax eine strikte Ablehnung des Foreign Office gegenüber deutschen Friedensfühlern durch den Apostolischen Nuntius in Bern, den portugiesischen Diktator António de Oliveira Salazar in Lissabon und den finnischen Premierminister wenige Wochen vor seiner Stellungnahme zu den „vorsichtigen und halbgaren“ Vorschlägen des Papstes.

### Botschafter in den USA und späte Jahre
Winston Churchill und Lord Halifax waren sehr gegensätzliche Charaktere und pflegten keine enge Beziehung. Churchill behielt den Außenminister seines Vorgängers noch sieben Monate im Amt, um während der Zeit der größten Bedrohung Großbritanniens die Einheit der Konservativen Partei und der Regierung zu demonstrieren. Wohl auch, um den früheren Rivalen loszuwerden, machte Churchill Halifax zum britischen Botschafter in Washington. Ähnlich war er schon mit Samuel Hoare verfahren, einem weiteren Mitglied der Cliveden-Clique, das er auf den Botschafterposten in Spanien abgeschoben hatte.
Im Dezember 1940 schrieb Churchill an Roosevelt:

„I have now decided to ask for your formal agrément to the appointment of Lord Halifax as our Ambassador to the United States. I need not tell you what a loss this is to me personally and to the War Cabinet. I feel however that the transaction of business and the relationship between our two countries, and also the contact with you, Mr. President, are of such supreme consequence to the outcome of the war that it is my duty to place at your side the most eminent of my colleagues, and one who knows the whole story as it unfolds at the summit.“

In den USA erwies sich Halifax anfangs als ungeschickt. Ihm unterliefen eine Reihe breit publizierter Fehltritte, zu denen auch einige schlecht aufgenommene Witze über Baseball gehörten. Auf die amerikanische Öffentlichkeit wirkte er als distanzierter, unnahbarer britischer Aristokrat, der er wohl auch war. Die Beziehungen insbesondere zu Präsident Roosevelt verbesserten sich schrittweise, aber Halifax spielte auch in Washington nur eine Nebenrolle, da Churchill enge persönliche Kontakte in den USA nutzte. Einmal mehr wurde Halifax durch seinen Premierminister kaltgestellt und von sensiblen Diskussionen oft ausgeschlossen. Als alter Mann, der den Tod seines mittleren Sohns an der Front im Jahre 1942 betrauerte, war Halifax Washington leid und bat Anthony Eden, ihn zu ersetzen. Schließlich aber blieb er auf seinem Posten bis in die Amtszeit der Nachfolger Roosevelts und Churchills, Präsident Harry Truman und Premierminister Clement Attlee. Als die USA bei Kriegsende abrupt die Lieferungen aufgrund des Leih- und Pachtgesetzes aussetzten, von denen die britische Wirtschaft abhing, gelang Halifax keine für Großbritannien vorteilhafte Lösung. Auch die folgenden Darlehensverhandlungen waren davon belastet und endeten unbefriedigend für das Vereinigte Königreich.
Erfolgreicher war seine Beteiligung an einer Vielzahl internationaler Konferenzen. So nahm er vom 25. April bis 26. Juni 1945 an der Konferenz von San Francisco teil, die zur Gründung der Vereinten Nationen führte, an deren erster Sitzung er Großbritannien vertrat. Den sowjetischen Außenminister Molotow beschrieb er in seinen Erinnerungen zwar als „lächelnden Granit“, aber erneut glaubte er, dass Churchill, der zur selben Zeit den Begriff des Eisernen Vorhangs prägte, die Bedrohung durch diesen neuen weltpolitischen Gegner überschätzte. 1957 veröffentlichte er seine Autobiographie The Fulness of Days.
Am 11. Juli 1944 wurde er zum Earl of Halifax erhoben. Nach seinem Rückzug aus der aktiven Politik 1946 übernahm er fast nur noch Ehrenämter wie die des Kanzlers der Universität Sheffield, des Kanzlers des Hosenbandordens und des Vorsitzenden der BBC. 1946 wurde er mit dem Order of Merit ausgezeichnet. Er starb unmittelbar vor Weihnachten 1959 auf seinem Anwesen Garrowby Hall.

## Ehe und Nachkommen
Am 21. September 1909 hatte er Lady Dorothy Evelyn Augusta Onslow (1885–1976), Tochter des William Onslow, 4. Earl of Onslow, geheiratet. Mit ihr hatte er fünf Kinder:
- Lady Anne Dorothy Wood (1910–1995) ⚭ 1936 Charles Duncombe, 3. Earl of Feversham;
- Mary Agnes Wood (1910–1910);
- Charles Ingram Courtenay Wood, 2. Earl of Halifax (1912–1980) ⚭ 1936 Ruth Primrose;
- Hon. Francis Hugh Peter Courtenay Wood (1916–⚔ 1942 bei El Alamein), Major der British Army;
- Richard Frederick Wood, Baron Holderness (1920–2002) ⚭ 1947 Diana Kellett.

Seine Adelstitel fielen 1959 an seinen ältesten Sohn Charles.

## Nachleben
Der Nachwelt ist Lord Halifax vor allem als Vertreter der verfehlten britischen Appeasement-Politik gegenüber Nazi-Deutschland und als innerparteilicher Gegenspieler Churchills in Erinnerung geblieben. Halifax’ Politik und seine Motivlage wird bis heute kontrovers beurteilt.
In dem Roman The Remains of the Day von Kazuo Ishiguro sowie in dem darauf basierenden, 1993 veröffentlichten Film Was vom Tage übrig blieb klingt das Dilemma der Appeaser an, die in dem aufrichtigen Bemühen, den Frieden zu bewahren, den Krieg nur umso wahrscheinlicher machten. In dem Film wird Halifax von Peter Eyre dargestellt. Auch das Kinodrama Die dunkelste Stunde von 2017, das in den kriegsentscheidenden Tagen Ende Mai 1940 spielt und dessen Darstellung sich an John Lukacs orientiert, schildert den Gegensatz zwischen Churchill und Halifax, hier verkörpert durch Stephen Dillane. Ein positiveres Bild zeichnete Richard Attenborough 1982 in dem Spielfilm Gandhi. Sir John Gielgud ist darin in der Rolle des kompromissbereiten Halifax zu sehen, der als Lord Irwin Vizekönig von Indien war.